# Enrique Peña Zauner
Enrique Manuel Peña Zauner (ur. 4 marca 2000 w Offenbach am Main) – wenezuelski piłkarz pochodzenia niemieckiego występujący na pozycji ofensywnego pomocnika lub skrzydłowego, od 2023 roku zawodnik holenderskiej Rody JC.
Jego ojciec pochodzi z Wenezueli, zaś matka z Niemiec.